# Климчук Олександр Васильович (науковець)
|зображення = 

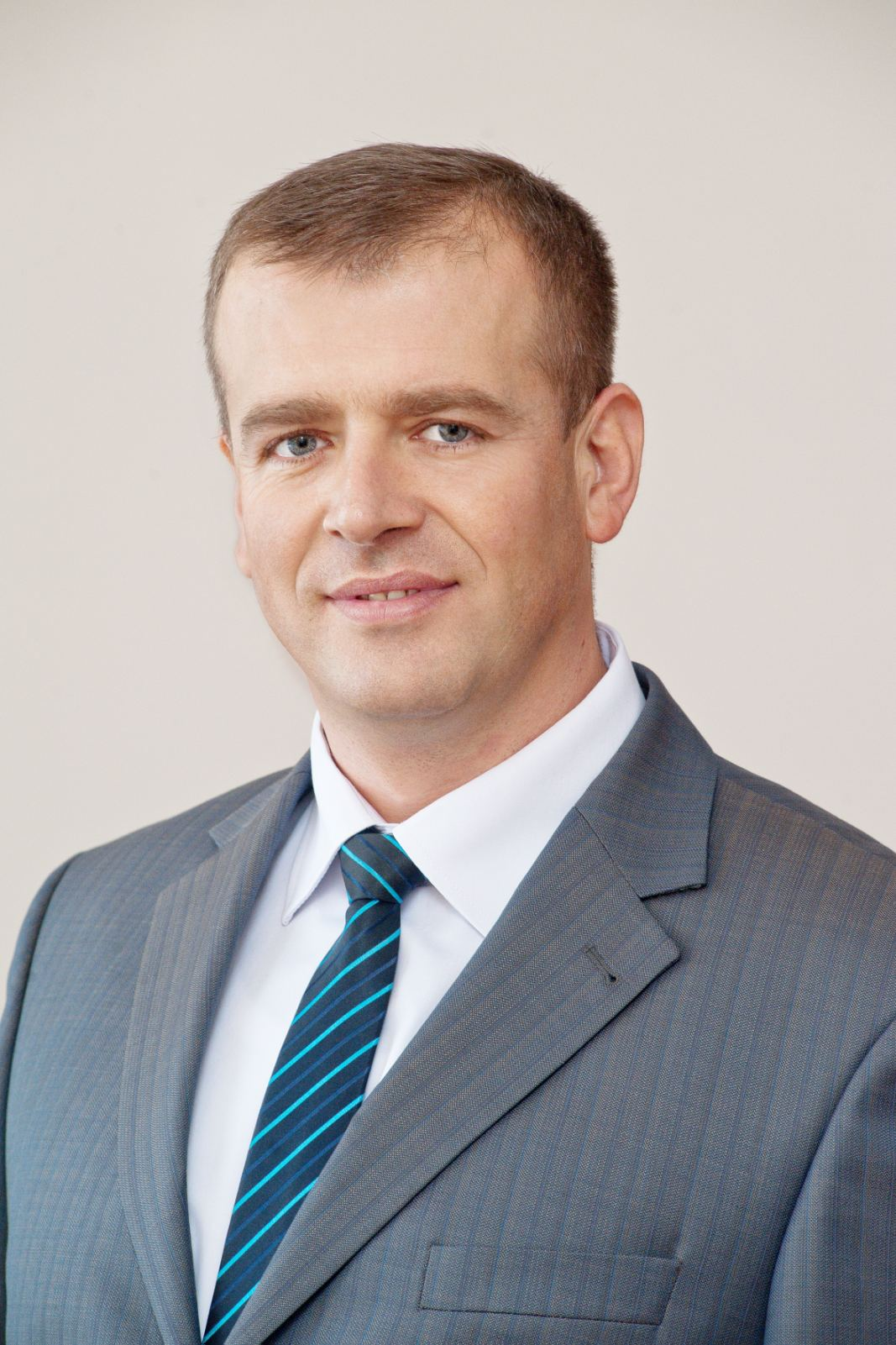

Климчук Олександр Васильович — доктор економічних наук, професор, професор кафедри публічного управління та адміністрування Вінницького державного педагогічного університету імені Михайла Коцюбинського.

## Освіта
- Вінницький технікум залізничного транспорту, 1996 рік
- Вінницький державний аграрний університет, 2001 рік
- Кандидат сільськогосподарських наук, Інститут цукрових буряків УААН, 2008 рік
- Доцент, 2011 рік
- Вінницький національний аграрний університет, Центр післядипломної освіти, 2014 рік
- Доктор економічних наук, Вінницький національний аграрний університет, 2018 рік
- Професор, 2021 рік

## Напрями наукових досліджень
- управління, формування та розвиток конкурентоспроможного виробництва біопалива в Україні;
- регулювання процесів та формування енергетичної незалежності природно-економічних районів України на засадах поведінкової економіки;
- дослідження специфіки регіональної структури енергоспоживання для розробки механізмів регулювання конкурентоспроможного виробництва біопалива у розрізі природно-економічних районів України;
- кластерні підходи у забезпеченні продовольчої, енергетичної та екологічної безпеки держави на макро-, мезо- і мікрорівнях.